# Olympische Sommerspiele 2000/Teilnehmer (Ukraine)
| Gelbes Symbol für Goldmedaillen mit stilisierten Olympischen Ringen | Graues Symbol für Silbermedaillen mit stilisierten Olympischen Ringen | Braundes Symbol für Bronzemedaillen mit stilisierten Olympischen Ringen |
| ------------------------------------------------------------------- | --------------------------------------------------------------------- | ----------------------------------------------------------------------- |
| 3                                                                   | 10                                                                    | 10                                                                      |

Die Ukraine nahm an den Olympischen Sommerspielen 2000 in Sydney mit einer Delegation von 230 Athleten (139 Männer und 91 Frauen) an 185 Wettkämpfen in 23 Sportarten teil. Fahnenträger bei der Eröffnungsfeier war der Segler Jewhen Braslawez.

## Teilnehmer nach Sportarten

### Badminton
| Männer - Wladyslaw Druschtschenko Einzel: 2. Runde Mixed: 1. Runde | Frauen - Olena Nosdran Einzel: 2. Runde Doppel: 1. Runde - Wiktorija Jewtuschenko Doppel: 1. Runde Mixed: 1. Runde |

### Bogenschießen
| Männer - Serhij Antjonow Einzel: 28. Platz Mannschaft: 8. Platz - Wiktor Kurtschenko Einzel: 46. Platz Mannschaft: 8. Platz - Ihor Parchomenko Einzel: 39. Platz Mannschaft: 8. Platz | Frauen - Natalija Burdejna Einzel: 17. Platz Mannschaft: Silber - Olena Sadownytscha Einzel: 21. Platz Mannschaft: Silber - Kateryna Serdjuk Einzel: 16. Platz Mannschaft: Silber |

### Boxen
Männer
- Serhij Daniltschenko
Bantamgewicht: Bronze
- Serhij Dozenko
Weltergewicht: Silber
- Andrij Fedtschuk
Halbschwergewicht: Bronze
- Andreas Kotelnik
Leichtgewicht: Silber
- Oleksij Masikin
Superschwergewicht. Viertelfinale
- Wjatscheslaw Sentschenko
Halbweltergewicht: 2. Runde
- Serwin Suleimanow
Federgewicht: 1. Runde
- Walerij Sydorenko
Halbfliegengewicht: Viertelfinale
- Wolodymyr Sydorenko
Fliegengewicht: Bronze
- Olexander Jazenko
Schwergewicht: 1. Runde
- Oleksandr Zubrihin
Mittelgewicht: Viertelfinale

### Fechten
| Männer - Oleksij Bryshalow Florett, Einzel: 34. Platz Florett, Mannschaft: 5. Platz - Serhij Holubyzkyj Florett, Einzel: 6. Platz Florett, Mannschaft: 5. Platz - Oleksandr Horbatschuk Degen, Einzel: 16. Platz - Wadym Hutzajt Säbel, Einzel: 13. Platz Säbel, Mannschaft: 6. Platz - Wolodymyr Kaljuschnyj Säbel, Einzel: 25. Platz Säbel, Mannschaft: 6. Platz - Oleksij Kruhljak Florett, Einzel: 31. Platz Florett, Mannschaft: 5. Platz - Wolodymyr Lukaschenko Säbel, Einzel: 29. Platz Säbel, Mannschaft: 6. Platz | Frauen - Olena Kolzowa Florett, Einzel: 29. Platz Florett, Mannschaft: 8. Platz - Olha Lelejko Florett, Einzel: 36. Platz Florett, Mannschaft: 8. Platz - Ljudmyla Wassyljewa Florett, Einzel: 34. Platz Florett, Mannschaft: 8. Platz |

### Gewichtheben
| Männer - Andrij Demtschuk Mittelschwergewicht: 11. Platz - Dmytro Hnidenko Mittelgewicht: 8. Platz - Denys Hotfrid Schwergewicht: DNF - Hennadij Krassylnykow Superschwergewicht: 9. Platz - Oleksandr Likhvald Bantamgewicht: 9. Platz - Ihor Rasorjonow Schwergewicht: 4. Platz - Ruslan Sawtschenko Mittelgewicht: 11. Platz - Artem Udatschyn Superschwergewicht: 11. Platz | Frauen - Wita Rudenok Superschwergewicht: DNF - Natalija Skakun Leichtgewicht: 7. Platz |

### Judo
| Männer - Hennadij Bilodid Leichtgewicht: 9. Platz - Ruslan Maschurenko Mittelgewicht: Bronze - Ruslan Mirsalijew Superleichtgewicht: 2. Runde - Valentin Rusliakow Schwergewicht: Viertelfinale | Frauen - Tetjana Beljajewa Mittelgewicht: 1. Runde - Liudmila Lusnikowa Superleichtgewicht: 9. Platz - Marina Prokofiewa Schwergewicht: 13. Platz |

### Kanu
| Männer - Wladyslaw Tereschtschenko Kajak-Einer, 1000 Meter: Hoffnungslauf - Michał Śliwiński Canadier-Einer, 500 Meter: 7. Platz - Serhij Klymnjuk & Dmytro Sabin Canadier-Zweier, 500 Meter: 8. Platz - Roman Bunds & Leonid Kamlotschuk Canadier-Zweier, 1000 Meter: Hoffnungslauf | Frauen - Inna Osipenko-Radomska Kajak-Einer, 500 Meter: Vorrunde - Hanna Balabanowa & Natalija Feklissowa Kajak-Zweier, 500 Meter: Hoffnungslauf - Hanna Balabanowa, Olena Tscherewatowa, Natalija Feklissowa & Marija Raltschewa Kajak-Vierer, 500 Meter: Vorrunde |

### Leichtathletik
| Männer - Jurij Bilonoh Kugelstoßen: 5. Platz - Serhij Bubka Stabhochsprung: kein gültiger Versuch in der Vorrunde - Kirilo Tschuprinіn Diskuswurf: 32. Platz in der Qualifikation - Anatolij Dowhal 100 Meter: Vorläufe - Serhij Dimtschenko Hochsprung: 9. Platz - Iwan Heschko 1500 Meter: Vorläufe - Ruslan Hliwinskyj Hochsprung: 27. Platz in der Qualifikation - Hennadij Horbenko 400 Meter Hürden: 8. Platz 4 × 400 Meter: Halbfinale - Serhij Ismailow Dreisprung: 29. Platz in der Qualifikation - Oleksandr Kajdasch 400 Meter: Vorläufe 4 × 400 Meter: Halbfinale - Oleksandr Krykun Hammerwurf: 20. Platz in der Qualifikation - Fedor Lauchin Zehnkampf: 23. Platz - Serhij Lebid 5000 Meter: 7. Platz - Oleksij Lukaschewytsch Weitsprung: 4. Platz - Wolodymyr Mychailenko Zehnkampf: 22. Platz - Wladyslaw Piskunow Hammerwurf: 14. Platz in der Qualifikation - Sergij Redko 3000 Meter Hindernis: Vorläufe - Kostjantyn Rurak 100 Meter: Viertelfinale - Roman Schtschurenko Weitsprung: Bronze - Oleksij Schelest 50 Kilometer Gehen: 32. Platz - Andrij Skwaruk Hammerwurf: 10. Platz - Andrij Sokolowskyj Hochsprung: 16. Platz in der Qualifikation - Roman Wirastjuk Kugelstoßen: 20. Platz in der Qualifikation - Roman Woronko 4 × 400 Meter: Halbfinale - Denys Jurtschenko Stabhochsprung: 30. Platz in der Qualifikation - Oleksandr Jurkow Zehnkampf: 16. Platz - Jewgeni Sjukow 4 × 400 Meter: Halbfinale | Frauen - Olena Antonowa Diskuswurf: 13. Platz in der Qualifikation - Inha Babakowa Hochsprung: 5. Platz - Anschela Balachonowa Stabhochsprung: kein gültiger Versuch in der Qualifikation - Ljudmyla Blonska Siebenkampf: 23. Platz - Nadeschda Bodrowa 100 Meter Hürden: Vorläufe - Olena Buschenko 800 Meter: Vorläufe - Tetjana Debela 400 Meter Hürden: Vorläufe - Olena Howorowa Dreisprung: Bronze - Olena Chlussowytsch Dreisprung: 20. Platz in der Qualifikation - Anschela Krawtschenko 100 Meter: Viertelfinale 4 × 100 Meter: Halbfinale - Tetjana Krywobok 1500 Meter: Vorläufe - Tetjana Ljachowytsch Speerwurf: 19. Platz in der Qualifikation - Iryna Mychaltschenko Hochsprung: 29. Platz in der Qualifikation - Larissa Netšeporuk Siebenkampf: 20. Platz - Olena Krassowska 100 Meter Hürden: Halbfinale 4 × 100 Meter: Halbfinale - Wita Palamar Hochsprung: 7. Platz - Olena Pastuschenko-Sinjawina 200 Meter: Viertelfinale 4 × 100 Meter: Halbfinale - Schanna Block 100 Meter: 4. Platz 200 Meter: 7. Platz - Iryna Pucha 100 Meter: Viertelfinale 4 × 100 Meter: Halbfinale - Olena Rurak 400 Meter: Viertelfinale - Walentyna Sawtschuk 20 Kilometer Gehen: 12. Platz - Iryna Sekatschowa Hammerwurf: 16. Platz in der Qualifikation - Olena Schechowzowa Weitsprung: 11. Platz - Maja Schemtschischena 100 Meter Hürden: Vorläufe - Tetjana Tereschtschuk-Antipowa 400 Meter Hürden: 5. Platz - Wiktorija Werschynina Weitsprung: 14. Platz in der Qualifikation - Wira Sosulja 20 Kilometer Gehen: 24. Platz |

### Moderner Fünfkampf
| Männer - Georgij Chimeris 10. Platz - Wadym Tkatschuk 5. Platz | Frauen - Tetiana Nakasna 11. Platz |

### Radsport
| Männer - Serhij Tschernjawskyj 4000 Meter Mannschaftsverfolgung: Silber - Wolodymyr Duma Straßenrennen: 26. Platz - Oleksandr Fedenko Straßenrennen: 41. Platz 4000 Meter Mannschaftsverfolgung: Silber Madison: 9. Platz - Serhij Hontschar Straßenrennen: DNF Einzelzeitfahren: 9. Platz - Wolodymyr Hustow Straßenrennen: 64. Platz - Serhij Matwjejew Einzelzeitfahren: 18. Platz 4000 Meter Einerverfolgung: 7. Platz 4000 Meter Mannschaftsverfolgung: Silber - Serhij Rysenko Mountainbike: 27. Platz - Oleksandr Symonenko 4000 Meter Einerverfolgung: 6. Platz 4000 Meter Mannschaftsverfolgung: Silber - Serhij Uschakow Straßenrennen: 38. Platz - Wassyl Jakowlew Punktefahren: 17. Platz Madison: 9. Platz | Frauen - Walentina Karpenko Straßenrennen: 33. Platz - Oxana Saprikina Straßenrennen: 19. Platz - Tatjana Stjaschkina Straßenrennen: 17. Platz Einzelzeitfahren: 19. Platz - Iryna Janowytsch Sprint: Bronze 500 Meter Zeitfahren: 9. Platz |

### Rhythmische Sportgymnastik
Frauen
- Olena Witrytschenko
Einzel: 4. Platz
- Tamara Jerofiejewa
Einzel: 6. Platz

### Ringen
Männer
- Rustam Adschy
Weltergewicht, griechisch-römisch: 8. Platz
- David Bichinashvili
Halbschwergewicht, Freistil: 12. Platz
- Jewhen Buslowytsch
Federgewicht, Freistil: Silber
- Andrij Kalaschnykow
Bantamgewicht, griechisch-römisch: 4. Platz
- Hryhorij Komyschenko
Leichtgewicht, griechisch-römisch: 8. Platz
- David Manukyan
Mittelgewicht, griechisch-römisch. 4. Platz
- Alik Musajew
Mittelgewicht, Freistil: 6. Platz
- Wjatscheslaw Olijnyk
Halbschwergewicht, griechisch-römisch: 14. Platz
- Dawid Saldadse
Schwergewicht, griechisch-römisch: Silber
- Heorhij Soldadse
Superschwergewicht, griechisch-römisch: 6. Platz
- Oleksandr Stepanjan
Federgewicht, griechisch-römisch: 16. Platz
- Wadym Tassojew
Schwergewicht, Freistil: 11. Platz
- Elbrus Tedejew
Leichtgewicht, Freistil: 11. Platz
- Mirabi Walijew
Superschwergewicht, Freistil: 18. Platz
- Oleksandr Sacharuk
Bantamgewicht, Freistil: 5. Platz
- Sasa Sasirow
Weltergewicht, Freistil: 11. Platz

### Rudern
| Männer - Kostiantin Pronenko & Kostiantin Saitsew Doppelzweier: 11. Platz - Oleh Lykow, Oleksandr Martschenko, Leonid Schaposchnykow & Oleksandr Saskalko Doppelvierer: 6. Platz | Frauen - Jewhenija Andrjejewa & Nina Proskura Zweier ohne Steuerfrau: 8. Platz - Switlana Masij, Dina Miftachutdynowa, Olena Ronschyna & Tetjana Ustjuschanina Doppelvierer: 4. Platz |

### Schießen
| Männer - Artur Ajwasjan Luftgewehr: 8. Platz Kleinkaliber, Dreistellungskampf: 5. Platz Kleinkaliber, liegend: 30. Platz - Mykola Miltschew Skeet: Gold - Oleh Mychajlow Luftgewehr: 18. Platz Kleinkaliber, Dreistellungskampf: 22. Platz Kleinkaliber, liegend: 30. Platz - Oleksandr Sinenko Laufende Scheibe: 15. Platz | Frauen - Natalia Kalnisch Luftgewehr: 28. Platz Kleinkaliber, Dreistellungskampf: 29. Platz - Lessja Leskiw Luftgewehr: 15. Platz Kleinkaliber, Dreistellungskampf: 9. Platz |

### Schwimmen
| Männer - Ihor Tscherwynskyj 400 Meter Freistil: 33. Platz 1500 Meter Freistil: 7. Platz - Serhij Fessenko 4 × 200 Meter Freistil: 14. Platz 200 Meter Schmetterling: 16. Platz - Artem Gontscharenko 4 × 100 Meter Freistil: 12. Platz 4 × 200 Meter Freistil: 14. Platz 200 Meter Lagen: 31. Platz - Pawlo Chnikin 100 Meter Freistil: 27. Platz 4 × 100 Meter Freistil: 12. Platz - Oleh Lissohor 100 Meter Brust: 15. Platz 200 Meter Brust: 28. Platz 4 × 100 Meter Lagen: 11. Platz - Denis Nasar 400 Meter Lagen: 28. Platz - Wolodimir Nikolaitschuk 100 Meter Rücken: 26. Platz 200 Meter Rücken: 15. Platz 4 × 100 Meter Lagen: 11. Platz - Andrij Serdinow 100 Meter Schmetterling: 17. Platz - Slawa Schirschow 4 × 100 Meter Freistil: 12. Platz 4 × 100 Meter Lagen: 11. Platz - Ihor Snitko 400 Meter Freistil: 16. Platz 1500 Meter Freistil: 14. Platz 4 × 200 Meter Freistil: 14. Platz - Rostyslaw Swanidse 200 Meter Freistil: 24. Platz 4 × 100 Meter Freistil: 12. Platz 4 × 200 Meter Freistil: 14. Platz - Denys Sylantjew 100 Meter Schmetterling: 12. Platz 200 Meter Schmetterling: Silber 4 × 100 Meter Lagen: 11. Platz - Oleksandr Wolynez 50 Meter Freistil: 8. Platz | Frauen - Olha Beresnjewa 800 Meter Freistil: 23. Platz - Nadija Beschewli 4 × 100 Meter Freistil: 13. Platz 4 × 200 Meter Freistil: disqualifiziert 100 Meter Rücken: 27. Platz 200 Meter Rücken: 17. Platz 4 × 100 Meter Lagen: 16. Platz - Switlana Bondarenko 100 Meter Brust: 13. Platz 4 × 100 Meter Lagen: 16. Platz - Albina Bordunowa 4 × 200 Meter Freistil: disqualifiziert - Olena Gritsiuk 4 × 100 Meter Lagen: 16. Platz - Jana Klotschkowa 800 Meter Freistil: Silber 200 Meter Lagen: Gold 400 Meter Lagen: Gold - Olena Lapunowa 200 Meter Freistil: 26. Platz 400 Meter Freistil: 32. Platz 4 × 100 Meter Freistil: 13. Platz 4 × 200 Meter Freistil: disqualifiziert - Schanna Losumirska 4 × 200 Meter Freistil: disqualifiziert 200 Meter Schmetterling: 24. Platz - Olga Mukomol 50 Meter Freistil: 14. Platz 100 Meter Freistil: 17. Platz 4 × 100 Meter Freistil: 13. Platz - Inna Nikitina 200 Meter Brust: 26. Platz - Marija Ogurtsowa 100 Meter Schmetterling: 38. Platz - Walentina Tregub 4 × 100 Meter Freistil: 13. Platz 4 × 100 Meter Lagen: 16. Platz |

### Segeln
| Männer - Maksym Oberemko Windsurfen: 14. Platz - Jewhen Braslawez & Ihor Matwijenko 470er: 6. Platz | Offene Klasse - Heorhij Leontschuk & Rodion Luka 49er: 10. Platz - Wolodymyr Korotkow, Sergej Pichugin & Sergej Timochow Soling 11. Platz | Frauen - Olha Masliwez Windsurfen: 23. Platz - Olena Pacholtschyk & Ruslana Taran 470er: Bronze |

### Synchronschwimmen
Frauen
- Iryna Rudnyzka & Olessja Sajzewa
Duett: 14. Platz

### Tennis
Frauen
- Olena Tatarkowa & Hanna Saporoschanowa
Doppel: Achtelfinale

### Tischtennis
Frauen
- Olena Kowtun
Einzel: Gruppenphase

### Trampolinturnen
| Männer - Olexander Tschernonos 8. Platz | Frauen - Oksana Zyhuljowa Silber |

### Triathlon
Männer
- Andrij Hluschtschenko
11. Platz
- Wolodymyr Polikarpenko
15. Platz

### Turnen
| Männer - Oleksandr Beresch Einzelmehrkampf: Bronze Mannschaftsmehrkampf: Silber Boden: 7. Platz in der Qualifikation Pferd: 12. Platz in der Qualifikation Barren: 10. Platz in der Qualifikation Reck: 5. Platz Ringe: 24. Platz in der Qualifikation Seitpferd: 7. Platz - Walerij Hontscharow Einzelmehrkampf: 59. Platz in der Qualifikation Mannschaftsmehrkampf: Silber Pferd: 30. Platz in der Qualifikation Barren: 56. Platz in der Qualifikation Reck: 69. Platz in der Qualifikation Ringe: 52. Platz in der Qualifikation Seitpferd: 38. Platz in der Qualifikation - Ruslan Mesenzew Einzelmehrkampf: 87. Platz in der Qualifikation Mannschaftsmehrkampf: Silber Boden: 30. Platz in der Qualifikation Ringe: 45. Platz in der Qualifikation Seitpferd: 15. Platz in der Qualifikation - Walerij Pereschkura Einzelmehrkampf: 67. Platz in der Qualifikation Mannschaftsmehrkampf: Silber Boden: 19. Platz in der Qualifikation Pferd: 27. Platz in der Qualifikation Barren: 29. Platz in der Qualifikation Reck: 13. Platz in der Qualifikation - Oleksandr Switlytschnyj Einzelmehrkampf: 5. Platz Mannschaftsmehrkampf: Silber Boden: 36. Platz in der Qualifikation Pferd: 32. Platz in der Qualifikation Barren: 19. Platz in der Qualifikation Reck: 13. Platz in der Qualifikation Ringe: 22. Platz in der Qualifikation Seitpferd: 12. Platz in der Qualifikation - Roman Sosulja Einzelmehrkampf: 27. Platz Mannschaftsmehrkampf: Silber Boden: 62. Platz in der Qualifikation Pferd: 27. Platz in der Qualifikation Barren: 71. Platz in der Qualifikation Reck: 36. Platz in der Qualifikation Ringe: 8. Platz Seitpferd: 28. Platz in der Qualifikation | Frauen - Wiktorija Karpenko Einzelmehrkampf: 11. Platz Mannschaftsmehrkampf: 5. Platz Boden: 36. Platz in der Qualifikation Pferd: 39. Platz in der Qualifikation Stufenbarren: 4. Platz Schwebebalken: 26. Platz in der Qualifikation - Alona Kwascha Einzelmehrkampf: 93. Platz in der Qualifikation Mannschaftsmehrkampf: 5. Platz Pferd: 10. Platz in der Qualifikation - Olha Rosschtschupkina Einzelmehrkampf: 7. Platz Mannschaftsmehrkampf: 5. Platz Boden: 16. Platz in der Qualifikation Pferd: 36. Platz in der Qualifikation Stufenbarren: 6. Platz Schwebebalken: 15. Platz in der Qualifikation - Olga Teslenko Einzelmehrkampf: 67. Platz in der Qualifikation Mannschaftsmehrkampf: 5. Platz Boden: 48. Platz in der Qualifikation Stufenbarren: 11. Platz in der Qualifikation Schwebebalken: 14. Platz in der Qualifikation - Halyna Tyryk Einzelmehrkampf: 21. Platz Mannschaftsmehrkampf: 5. Platz Boden: 30. Platz in der Qualifikation Pferd: 68. Platz in der Qualifikation Stufenbarren: 19. Platz in der Qualifikation Schwebebalken: 28. Platz in der Qualifikation - Tetiana Jarosch Einzelmehrkampf: 29. Platz in der Qualifikation Mannschaftsmehrkampf: 5. Platz Boden: 39. Platz in der Qualifikation Pferd: 75. Platz in der Qualifikation Stufenbarren: 40. Platz in der Qualifikation Schwebebalken: 5. Platz |

### Wasserspringen
| Männer - Dmytro Lysenko Kunstspringen, Einzel: 27. Platz - Eduard Safonow Kunstspringen, Einzel: 25. Platz - Oleksandr Skrypnyk Turmspringen, Einzel: 23. Platz Turmspringen, Synchron: 6. Platz - Roman Wolodkow Turmspringen, Einzel: 21. Platz Turmspringen, Synchron: 6. Platz | Frauen - Olena Schupina Turmspringen, Einzel: 6. Platz Kunstspringen, Synchron: Bronze - Switlana Serbina Turmspringen, Einzel: 32. Platz - Hanna Sorokina Kunstspringen, Einzel: 11. Platz Kunstspringen, Synchron: Bronze - Olga Jefimenko Kunstspringen, Einzel: 14. Platz |